# بروس دونالدسون
بروس دونالدسون هو سياسي أسترالي، ولد في 22 يوليو 1938 في أرمدايل ‏ في أستراليا. نشط حزبياً في الحزب الليبرالي الأسترالي.